# Ледер, Мими
Ми́ми Ле́дер (англ. Mimi Leder; род. 26 января, 1952; Нью-Йорк) — американский режиссёр и продюсер кино и телевидения. Стала первой женщиной, поступившей и окончившей высшую школу Американского института киноискусства. Лауреат премии «Эмми».

## Биография
Мими Ледер родилась в семье продюсера, режиссёра и сценариста Пола Ледера и его жены Этель. Закончила Американский институт киноискусства в 1973 году.
Свою деятельность начала как оператор, впоследствии обрабатывала телевизионные сценарии, участвовала в съёмках сериала «Блюз Хилл стрит». После самостоятельной работы над короткометражным телефильмом Under the Influence (1986) стала одним из режиссёров сериала «Закон Лос-Анджелеса», сняв в 1987 году несколько эпизодов. Начала снимать другие сериалы — «Год жизни» (англ. A Year in the Life, 1988) и «Чайна-Бич» (англ. China Beach, 1988-1991).
Среди её зрелых работ — сериал «Скорая помощь», который принёс ей в 1995 году премию «Эмми» за лучшую режиссуру (эпизод «Love’s Labor Lost»).
В 1997 году, заручившись поддержкой Стивена Спилберга, поставила фильм для широкого кинопроката — «Миротворец», предпочтя, как и Кэтрин Бигелоу, работать в жанре боевика и триллера. Следующая её полнометражная картина — «Столкновение с бездной» — имела хорошие сборы в кинотеатрах (около $350 млн).
В 2000 году у неё вышла драма «Заплати другому» по книге Кэтрин Райан Хайд. После этого фильма Мими Ледер снова вплотную занялась телепроектами, выступая сразу в качестве исполнительного продюсера и режиссёра: в числе таких сериалов — «Джон Доу» (англ. John Doe; 2002—2003) для кабельного телеканала SciFi, а также «Джонни Зеро» (англ. Jonny Zero, 2005) и «Пропавшая» (англ. Vanished, 2006) для телеканала FOX. В конце десятилетия она снова вернулась в кино, сняв ещё один триллер «Тихо, как воры».
В фильмографии последних лет — телефильм «Божественный» (англ. Heavenly; 2011, CBS), несколько эпизодов сериала «Бесстыдники» (2011—2012, Showtime), заключительная серия первого сезона «Удачи» (2012, HBO). В июле 2011 года Ледер согласилась стать режиссёром новой экранизации романа «На западном фронте без перемен». Фильм планировали запустить в производство не позднее второй половины 2012 года, но работы так и не были начаты. С 2014-го по 2017 год выступала одним из режиссёров сериала «Оставленные».
Мими Ледер замужем за Гари Вернтцем; вместе с супругом имеют дочь — Ханну (род. 1986).

## Избранная фильмография
- 1991 — Кусочек рая / A Little Piece of Heaven
- 1994 — Невиновный / The Innocent
- 1997 — Миротворец / The Peacemaker
- 1998 — Столкновение с бездной / Deep Impact
- 2000 — Заплати другому / Pay It Forward
- 2009 — Кодекс вора / Thick as Thieves
- 2018 — По половому признаку / On the Basis of Sex